# 島蚺科
島蚺科（学名：Bolyeriidae）是爬蟲類蛇亞目真蛇下目下的其中一個科，又稱「雷蛇科」。此科是位於毛里裘斯及附近少數島嶼上（如圓島）的當地蛇種，科下只有兩個屬。島蚺曾經在毛里裘斯一帶生活，不過當中的個別品種已因為當地人文活動及過份牧豬的影響之下，而遭到滅絕。此科曾經隸屬於蚺科之下，但後來分出成一個獨立的蛇科。科下目前只有兩個單型的種屬受到確認。

## 地理分佈
主要分佈在毛里裘斯一帶。

## 品種
| 屬名    | 學名及命名者         | 種數 | 異名                                 | 地理分佈 |
| ------- | -------------------- | ---- | ------------------------------------ | -------- |
| 雷蛇屬T | Bolyeria，Gray，1842 | 1    | 圓島雷蛇、毛里裘斯蚺蛇               | 毛里裘斯 |
| 島蚺屬  | Casarea，Gray，1842  | 1    | 中美洲蚺蛇、雷德島蟒蛇、卡沙雷亞蚺蛇 | 毛里裘斯 |

T：島蚺的兩個屬都主要出沒於毛里裘斯及鄰近海島上，不過當中的雷蛇自從1975年後便再沒有被發現的消息，相信已經滅絕。而島蚺雖然尚存，但卻數量不多，而且只聚居於毛里裘斯的圓島之上。

## 保育狀況
除被列入附录Ⅰ的所有种均被列為《瀕危野生動植物種國際貿易公約》附錄二的物種，被限制出口及貿易。

## 備註
1. 1 2 3 4  McDiarmid‧RW、Campbell‧JA、Touré‧T：《Snake Species of the World: A Taxonomic and Geographic Reference, vol. 1》頁511，Herpetologists' League，1999年。ISBN 1-893777-00-6 (series). ISBN 1-893777-01-4 (volume).
2. 1 2 3 4 5 6  . ITIS. 2007  [16 August, 2007].